# 関市文化会館
関市文化会館（せきしぶんかかいかん、Seki City Culture Hall）は、岐阜県関市にある関市が管理運営する文化普及支援施設。関市のメインホールである。

## 概要
施設の所管は関市教育委員会である。芸術文化全体における普及や活動を「大ホール」、「展示室」を中心に支援している。刃物まつり協賛の「盆栽銘品展」などが行われている。
市民の文化活動の拠点として1966年（昭和41年）に平和通7丁目に文化会館が建設されたが狭くなり、移転することになった関市立関商工高等学校の旧建物を利用することとなった。建物となった旧関商工高等学校校舎は1961年（昭和36年）の建築である。
その後、1978年（昭和53年）に新たに再整備され、関市文化振興計画では1978年（昭和53年）開館としている。

## 施設概要

### 1階
- 大ホール - 1,200席（内車椅子8席）のワンスロープ方式のホール。
- 小ホール - 客席300席の移動式ホール。
- 楽屋1～5
- リハーサル室（洋室）
- 浴室（男女各1室）
- 主催者事務所
- 楽屋事務所
- ラウンジ

### 2階
- 個展室第1～3

### 3階
- 会議室第1～6

### 4階
- 和室1～2

### 屋外施設設備
- 野外ステージ

## 利用案内
- 休館日
  - 月曜日（その日が祝日などの場合はその翌日）
  - 祝日の翌日（その日が月曜日の場合はその翌日）
  - 年末年始（12月29日～1月3日）
  - その他臨時休館日
- 開館時間：9:00～21:30
- 駐車場：250台（普通車）

## アクセス
- 長良川鉄道越美南線 関駅下車、徒歩で約2分。
  - かつては、名鉄美濃町線 新関駅からのアクセス方法もあった。徒歩で約5分。

## 周辺
付近を流れる関川沿いの約3kmの桜並木は、関市の桜の名所で毎年3月下旬～4月上旬には多くの花見客が訪れる。